# ایباگه
ایباگه (به اسپانیایی: Ibagué) یک سکونتگاه مسکونی در کلمبیا است که در بخش تولیما واقع شده‌است.

## خصوصیات
ایباگه ۱٫۴۹۸ کیلومترمربع مساحت و ۶۵۰٫۰۰۰ نفر جمعیت دارد و ۱٬۲۸۵ متر بالاتر از سطح دریا واقع شده‌است.